# Questor GP
O Questor Grand Prix, Questor GP, ou Questor Race, foi uma corrida de automobilismo, disputada no dia 28 de Março de 1971, entre os bólidos de Fórmula 1 contra os bólidos da USAC (campeonato este que daria origem a Champ Car anos depois) e que marcou a inauguração do circuito misto do Ontario Motor Speedway. Recebeu este nome por ter sido organizada pelo Questor Group. É considerada uma corrida extra-campeonato de Fórmula 1.
O objetivo deste evento automobilístico foi ver os melhores pilotos e carros americanos da IndyCar da época enfrentando frente a frente os pilotos e carros da F-1 num circuito misto, com partes de pista oval, num total de 3.194 milhas de extensão/volta. Os americanos correram com carros da antiga F-5000 (ou Fórmula A).
Para a corrida, era previsto a participação de 30 carros, sendo 20 da F-1 e 10 da USAC (correndo com os carros da F5000 americana), mas por causa de imprevistos, a corrida contou com 17 carros da F-1 e 13 da USAC.
Por parte da F1, a Ferrari veio com Mario Andretti e Jacky Ickx, a Tyrrell trouxe Jackie Stewart, a Lotus vinha com Emerson Fittipaldi e Reine Wisell. Outros pilotos que também compareceram ao evento foram: Ronnie Peterson, Chris Amon, Graham Hill, Henri Pescarolo, Denny Hulme, Jo Siffert entre outros.
Já pelos "donos da casa" vieram: Ron Grable, Mark Donohue, Bobby Unser, Al Unser, A. J. Foyt, Tony Adamowicz, Sam Posey e Peter Revson.

## A Corrida
Os melhores da Fórmula 1 contra os melhores dos EUA. Assim foi anunciado a quatro ventos o GP de Questor de 1971. Ele não contou pontos, mas ficou marcado como um evento único na história do automobilismo mundial.
Com o andar dos treinos, era notável a diferença dos F-1, eles eram bem mais rápidos que os F5000; porém, como os carros da F-1 não foram projetados para andar em ovais e suportar as pressões de um 'banking', vários carros da F1 ficaram com problemas. Os mais afetados foram as BRM P160, que tiveram uma rachadura na suspensão traseira.
A prova foi dividida em duas baterias de 32 voltas pelo anel interno no sentido horario da pista, algo incomum para um norte-americano comum. Ela foi divida em 2 baterias, devido à falta de espaço para armazenagem de combustível dentro dos tanques dos F-1, que seriam obrigados a reabastecer, e deixaria a corrida desigual.

## Pilotos e Equipes Inscritas
| Número (Carro) | Piloto             | Carro/Scuderia | Motor     |
| -------------- | ------------------ | -------------- | --------- |
| 02             | Emerson Fittipaldi | Lotus 72       | Cosworth  |
| 03             | Reine Wisell       | Lotus 72       | Cosworth  |
| 04             | Jacky Ickx         | Ferrari 312B   | Ferrari   |
| 05             | Mario Andretti     | Ferrari 312B   | Ferrari   |
| 06             | Denny Hulme        | McLaren M19A   | Cosworth  |
| 07             | Peter Gethin       | McLaren M14A   | Cosworth  |
| 08             | Jackie Stewart     | Tyrrell 001    | Cosworth  |
| 10             | Chris Amon         | Matra MS120    | Cosworth  |
| 12             | Pedro Rodríguez    | BRM P160       | BRM       |
| 14             | Jo Siffert         | BRM P160       | BRM       |
| 15             | Howden Ganley      | BRM P155       | BRM       |
| 17             | Derek Bell         | March 701      | Ford      |
| 18             | Henri Pescarolo    | March 711      | Cosworth  |
| 19             | Graham Hill        | Brabham BT34   | Cosworth  |
| 20             | Tim Schenken       | Brabham BT42   | Ford      |
| 21             | Ronnie Peterson    | March 711      | Cosworth  |
| 25             | John Cannon        | March 701      | Cosworth  |
| 26             | Mark Donohue       | Lola T192      | Chevrolet |
| 27             | George Follmer     | Lotus 70       | Boss      |
| 28             | A.J. Foyt          | McLaren M10B   | Chevrolet |
| 29             | Ron Grable         | Lola T190      | Chevrolet |
| 30             | Sam Posey          | Surtees TS8    | Chevrolet |
| 31             | Peter Revson       | Surtees TS8    | Chevrolet |
| 32             | Swede Savage       | Eagle          | Plymouth  |
| 33             | Al Unser           | Lola T192      | Chevrolet |
| 34             | Tony Adamowicz     | Lola T190      | Chevrolet |
| 36             | Gus Hutchison      | ASD American   | Chevrolet |
| 37             | Lou Sell           | Lola T192      | Chevrolet |
| 38             | Bobby Unser        | Lola T190      | Chevrolet |
| 39             | Bob Bondurant      | Lola T192      | Chevrolet |

### Treinos Classificatórios
Nos treinos classificatórios da 1a bateria, Jackie Stewart fez o melhor tempo. O dominio dos F-1 foi absoluto, tanto que o primeiro F-5000 foi o de Mark Donohue da equipe Penske-Sunoco com o 7º tempo.
| Posição | Número (Carro) | Piloto             | Carro (Scuderia)/Motor | Tempo    | Diferença para o 1o | Velocidade Média (Km/h) |
| ------- | -------------- | ------------------ | ---------------------- | -------- | ------------------- | ----------------------- |
| 1       | 8              | Jackie Stewart     | Tyrrell / Cosworth     | 1'41.257 |                     | 182.778                 |
| 2       | 10             | Chris Amon         | Matra / Cosworth       | 1'41.275 | 0.018               | 182.746                 |
| 3       | 4              | Jacky Ickx         | Ferrari / Ferrari      | 1'41.531 | 0.274               | 182.285                 |
| 4       | 6              | Denny Hulme        | McLaren / Cosworth     | 1'42.458 | 1.201               | 180.636                 |
| 5       | 12             | Pedro Rodríguez    | BRM / BRM              | 1'42.473 | 1.216               | 180.610                 |
| 6       | 19             | Graham Hill        | Brabham / Cosworth     | 1'42.763 | 1.506               | 180.100                 |
| 7       | 26             | Mark Donohue       | Lola / Chevrolet       | 1'43.211 | 1.954               | 179.318                 |
| 8       | 14             | Jo Siffert         | BRM / BRM              | 1'43.350 | 2.093               | 179.077                 |
| 9       | 2              | Emerson Fittipaldi | Lotus / Cosworth       | 1'43.358 | 2.101               | 179.063                 |
| 10      | 27             | George Follmer     | Lotus / Boss           | 1'43.474 | 2.217               | 178.862                 |
| 11      | 3              | Reine Wisell       | Lotus / Cosworth       | 1'43.535 | 2.278               | 178.757                 |
| 12      | 5              | Mario Andretti     | Ferrari / Ferrari      | 1'43.542 | 2.285               | 178.745                 |
| 13      | 18             | Henri Pescarolo    | March / Cosworth       | 1'43.709 | 2.452               | 178.457                 |
| 14      | 20             | Tim Schenken       | Brabham / Ford         | 1'43.772 | 2.515               | 178.349                 |
| 15      | 30             | Sam Posey          | Surtees / Chevrolet    | 1'44.128 | 2.871               | 177.739                 |
| 16      | 25             | John Cannon        | March / Cosworth       | 1'44.231 | 2.974               | 177.563                 |
| 17      | 21             | Ronnie Peterson    | March / Cosworth       | 1'44.360 | 3.103               | 177.344                 |
| 18      | 15             | Howden Ganley      | BRM / BRM              | 1'44.739 | 3.482               | 176.702                 |
| 19      | 17             | Derek Bell         | March / Ford           | 1'45.397 | 4.140               | 175.599                 |
| 20      | 7              | Peter Gethin       | McLaren / Cosworth     | 1'45.310 | 4.053               | 175.744                 |
| 21      | 39             | Bob Bondurant      | Lola / Chevrolet       | 1'45.528 | 4.271               | 175.381                 |
| 22      | 31             | Peter Revson       | Surtees / Chevrolet    | 1'45.668 | 4.411               | 175.149                 |
| 23      | 34             | Tony Adamowicz     | Lola / Chevrolet       | 1'47.831 | 6.574               | 171.635                 |
| 24      | 33             | Al Unser           | Lola / Chevrolet       | 1'48.172 | 6.915               | 171.094                 |
| 25      | 38             | Bobby Unser        | Lola / Chevrolet       | 1'48.512 | 7.255               | 170.558                 |
| 26      | 36             | Gus Hutchison      | ASD / Chevrolet        | 1'50.954 | 9.697               | 166.804                 |
| 27      | 32             | Swede Savage       | Eagle / Plymouth       | 1'47.269 | 6.012               | 172.534                 |
| 28      | 28             | A.J. Foyt          | McLaren / Chevrolet    | 1'54.468 | 13.211              | 161.684                 |

Reservas
- Lovely - 1:47.269
- Hobbs - 1:45.331
- Byers - 1:54.468

### 1a Bateria
A largada para esta bateria foi no estilo “Indy”, com os carros em movimento.
Resultado da 1ª bateria (32 voltas):
| Posição | Número (Carro) | Piloto             | Carro (Scuderia)/Motor | Tempo    |
| ------- | -------------- | ------------------ | ---------------------- | -------- |
| 1       | 5              | Mario Andretti     | Ferrari / Ferrari      | 56'03.05 |
| 2       | 8              | Jackie Stewart     | Tyrrell / Cosworth     |          |
| 3       | 14             | Jo Siffert         | BRM / BRM              |          |
| 4       | 6              | Denny Hulme        | McLaren / Cosworth     |          |
| 5       | 4              | Jacky Ickx         | Ferrari / Ferrari      |          |
| 6       | 10             | Chris Amon         | Matra / Cosworth       |          |
| 7       | 20             | Tim Schenken       | Brabham / Ford         |          |
| 8       | 15             | Howden Ganley      | BRM / BRM              |          |
| 9       | 26             | Mark Donohue       | Lola / Chevrolet       |          |
| 10      | 29             | Ron Grable         | Lola / Chevrolet       |          |
| 11      | 7              | Peter Gethin       | McLaren / Cosworth     |          |
| 12      | 38             | Bobby Unser        | Lola / Chevrolet       |          |
| 13      | 17             | Derek Bell         | March / Ford           |          |
| 14      | 37             | Lou Sell           | Lola / Chevrolet       |          |
| ret     | 25             | John Cannon        | March / Cosworth       | abandono |
| ret     | 21             | Ronnie Peterson    | March / Cosworth       | abandono |
| ret     | 2              | Emerson Fittipaldi | Lotus / Cosworth       | abandono |
| ret     | 3              | Reine Wisell       | Lotus / Cosworth       | abandono |
| ret     | 32             | Swede Savage       | Eagle / Plymouth       | abandono |
| ret     | 19             | Graham Hill        | Brabham / Cosworth     | abandono |
| ret     | 18             | Henri Pescarolo    | March / Cosworth       | abandono |
| ret     | 33             | Al Unser           | Lola / Chevrolet       | abandono |
| ret     | 34             | Tony Adamowicz     | Lola / Chevrolet       | abandono |
| ret     | 36             | Gus Hutchison      | ASD / Chevrolet        | abandono |
| ret     | 30             | Sam Posey          | Surtees / Chevrolet    | abandono |
| ret     | 39             | Bob Bondurant      | Lola / Chevrolet       | abandono |
| ret     | 31             | Peter Revson       | Surtees / Chevrolet    | abandono |
| ret     | 28             | A.J. Foyt          | McLaren / Chevrolet    | abandono |
| ret     | 27             | George Follmer     | Lotus / Boss           | abandono |

#### Volta Mais Rápida da Bateria
| Número (Carro) | Piloto     | Carro (Scuderia) | Motor    | Tempo    | Velocidade Média (Km/h) |
| -------------- | ---------- | ---------------- | -------- | -------- | ----------------------- |
| 10             | Chris Amon | Matra MS120      | Cosworth | 1:43.088 |                         |

### 2a bateria
Para a 2a bateria, os carros largaram da posição que terminaram a 1ª bateria. A largada para esta bateria foi no estilo F-1, com os carros parados.
Resultado da 2ª bateria (32 voltas),
| Posição | Número (Carro) | Piloto          | Carro (Scuderia)/Motor | Tempo    |
| ------- | -------------- | --------------- | ---------------------- | -------- |
| 1       | 5              | Mario Andretti  | Ferrari / Ferrari      | 55'45.36 |
| 2       | 8              | Jackie Stewart  | Tyrrell / Cosworth     |          |
| 3       | 10             | Chris Amon      | Matra / Cosworth       |          |
| 4       | 12             | Pedro Rodríguez | BRM / BRM              |          |
| 5       | 6              | Denny Hulme     | McLaren / Cosworth     |          |
| 6       | 20             | Tim Schenken    | Brabham / Cosworth     |          |
| 7       | 29             | Ron Grable      | Lola / Chevrolet       |          |
| 8       | 7              | Peter Gethin    | McLaren / Cosworth     |          |
| 9       | 25             | John Cannon     | March / Cosworth       |          |
| 10      | 34             | Tony Adamowicz  | Lola / Chevrolet       |          |
| 11      | 15             | Howden Ganley   | BRM / BRM              |          |
| 12      | 37             | Lou Sell        | Lola / Chevrolet       |          |
| 13      | 14             | Jo Siffert      | BRM / BRM              |          |
| 14      | 36             | Gus Hutchison   | ASD / Chevrolet        |          |
| 15      | 18             | Henri Pescarolo | March / Cosworth       |          |
| 16      | 21             | Ronnie Peterson | March / Cosworth       |          |

#### Volta Mais Rápida da Bateria
| Número (Carro) | Piloto          | Carro (Scuderia) | Motor | Tempo    | Velocidade Média (Km/h) |
| -------------- | --------------- | ---------------- | ----- | -------- | ----------------------- |
| 10             | Pedro Rodríguez | BRM P160         | BRM   | 1:42.777 | 180.075km/h             |

### Resultado Final
Resultado agregado, após 64 voltas.
| Posição | Número (Carro) | Piloto             | Carro (Scuderia)/Motor | Voltas Completadas | Tempo       | Diferença para o 1o | Velocidade Média (km/h) |
| ------- | -------------- | ------------------ | ---------------------- | ------------------ | ----------- | ------------------- | ----------------------- |
| 1       | 5              | Mario Andretti     | Ferrari / Ferrari      | 64                 | 1:51'48.410 | -                   | 176.558                 |
| 2       | 8              | Jackie Stewart     | Tyrrell / Cosworth     | 64                 | 1:52'04.324 | 15.914              | 176.140                 |
| 3       | 6              | Denny Hulme        | McLaren / Cosworth     | 64                 | 1:53'16.98  | 1'28.570            | 174.257                 |
| 4       | 10             | Chris Amon         | Matra / Cosworth       | 64                 | 1:53'39.68  | 1'51.270            | 173.677                 |
| 5       | 20             | Tim Schenken       | Brabham / Cosworth     | 63                 | -           | 1 lap               | -                       |
| 6       | 14             | Jo Siffert         | BRM / BRM              | 63                 | -           | 1 lap               | -                       |
| 7       | 29             | Ron Grable         | Lola / Chevrolet       | 63                 | -           | 1 lap               | -                       |
| 8       | 7              | Peter Gethin       | McLaren / Cosworth     | 63                 | -           | 1 lap               | -                       |
| 9       | 15             | Howden Ganley      | BRM / BRM              | 61                 | -           | 3 laps              | -                       |
| 10      | 12             | Pedro Rodríguez    | BRM / BRM              | 53                 | -           | 11 laps             | -                       |
| 11      | 4              | Jacky Ickx         | Ferrari / Ferrari      | 34                 | -           | 30 laps             | -                       |
| 12      | 25             | John Cannon        | March / Cosworth       | 60                 | -           | 4 laps              | -                       |
| 13      | 37             | Lou Sell           | Lola / Chevrolet       | 59                 | -           | 5 laps              | -                       |
| 14      | 26             | Mark Donohue       | Lola / Chevrolet       | 36                 | -           | 28 laps             | -                       |
| 15      | 17             | Derek Bell         | March / Ford           | 46                 | -           | 18 laps             | -                       |
| 16      | 38             | Bobby Unser        | Lola / Chevrolet       | 40                 | -           | 24 laps             | -                       |
| 17      | 34             | Tony Adamowicz     | Lola / Chevrolet       | 43                 | -           | 21 laps             | -                       |
| 18      | 21             | Ronnie Peterson    | March / Cosworth       | 43                 | -           | 21 laps             | -                       |
| 19      | 36             | Gus Hutchison      | ASD / Chevrolet        | 42                 | -           | 22 laps             | -                       |
| 20      | 18             | Henri Pescarolo    | March / Cosworth       | 0                  | -           | -                   | -                       |
| 21      | 2              | Emerson Fittipaldi | Lotus / Cosworth       | 0                  | -           | -                   | -                       |
| 22      | 30             | Sam Posey          | Surtees / Chevrolet    | 0                  | -           | -                   | -                       |
| 23      | 39             | Bob Bondurant      | Lola / Chevrolet       | 0                  | -           | -                   | -                       |
| 24      | 31             | Peter Revson       | Surtees / Chevrolet    | 0                  | -           | -                   | -                       |
| 25      | 32             | Swede Savage       | Eagle / Plymouth       | 0                  | -           | -                   | -                       |
| 26      | 19             | Graham Hill        | Brabham / Cosworth     | 0                  | -           | -                   | -                       |
| 27      | 3              | Reine Wisell       | Lotus / Cosworth       | 0                  | -           | -                   | -                       |
| 28      | 33             | Al Unser           | Lola / Chevrolet       | 0                  | -           | -                   | -                       |
| 29      | 28             | A.J. Foyt          | McLaren / Chevrolet    | 0                  | -           | -                   | -                       |
| 30      | 27             | George Follmer     | Lotus / Boss           | 0                  | -           | -                   |                         |

#### Volta Mais Rápida da Corrida
| Número (Carro) | Piloto          | Carro (Scuderia) | Motor    | Tempo       | Velocidade Média (Km/h) | Obs.                      |
| -------------- | --------------- | ---------------- | -------- | ----------- | ----------------------- | ------------------------- |
| 8              | Jackie Stewart  | Tyrrell 001      | Cosworth | 1'41.257"*" | 182.778                 | No treino classificatório |
| 12             | Pedro Rodríguez | BRM              | BRM      | 1:42.777    | 180.075                 | Na corrida                |

- O tempo conseguido por Jackie Stewart foi o recorde do circuito misto.

## Ver Também
- Monzanapolis